# Lübz
Lübz è una città del Meclemburgo-Pomerania Anteriore, in Germania.
Appartiene al circondario (Kreis) di Parchim (targa PCH) ed è parte della comunità amministrativa (Amt) di Eldenburg Lübz.

## Geografia
La città è situata in territorio pianeggiante lungo il corso d'acqua Müritz-Elde. L'altitudine media ad est dell'area urbana è di 40 m s.l.m., quella massima è di 103,5 m s.l.m. Ad est di Lübz si trova la riserva naturale Im neuen Teich, mentre a nord l'Alte Elde bei Kuppentin.
Il comune si trova a circa 15 km a est di Parchim e a 15 km a ovest di Plau am See.

### Suddivisione amministrativa
Oltre alla città stessa di Lübz, il comune comprende le seguenti frazioni: Bobzin, Broock, Riederfelde, Ruthen e Wessentin.

## Storia
Il toponimo potrebbe derivare dall'antico slavo Lubec, derivante a sua volta dal nome del fondatore slavo Lubec (ossia "amato", per cui Lübz significherebbe "città amata"). Nel 1224 viene menzionato il villaggio di Lubec (in polabo), nel 1274 diventa Louize, nel 1318 Lubitze, nel 1322 Lubcze, nel 1342 Luptz e nel 1377 Lubisse. La forma definitiva Lübz venne adottata a partire dal sedicesimo secolo.
Il margravio Ottone IV di Brandeburgo autorizzò nella seconda metà del XIII secolo la costruzione di un castello, l'Eldenburg. Nel 1328 questo ed il territorio circostante passarono al Meclemburgo; la ratifica dell'imperatore Carlo IV di Lussemburgo ebbe luogo nel 1348. Nel 1471 Lübz entrò a far parte del Ducato di Meclemburgo-Schwerin dopo aver ottenuto lo status di città nel 1456. Nel XVI secolo l'Eldenburg venne ricostruito come castello residenziale per le vedove della famiglia ducale; tale destinazione d'uso fu mantenuta fino al 1631. Qui abitò la duchessa Sofia (1559–1634), l'ex reggente che esortò gli abitanti della città a resistere alle truppe del Wallenstein. Durante la Guerra dei Trent'anni, per la precisione nel 1637, Lübz venne devastata dalle truppe imperiali cattoliche. Nel corso della Guerra di Scania e della Grande guerra del Nord venne di nuovo saccheggiata e bruciata più volte. Sulle fondamenta dell'antico castello, nel 1759 fu ultimata la realizzazione degli uffici del baliato locale (Amtsgebäude) e nel 1774 furono costruiti una chiusa e il primo ponte sull'Elde. La torre centrale del castello venne costruita nel 1698, chiamata dal 1759 Amtsturm per la vicinanza alle strutture del governo regionale. L'Elde venne reso navigabile nel 1826; una nuova chiusa fu approntata nel 1846.
La modernizzazione della città iniziò nel XIX secolo con l'installazione di un ufficio postale nel 1842, cui seguirono la costruzione di un birrificio (nel 1877), di un caseificio (nel 1889), di uno zuccherificio (1893) e infine di una centrale elettrica nel 1904. L'ultimo duca di Meclemburgo-Schwerin abdicò nel novembre 1918, allorché crollò il Secondo Reich.
Nel 1934 fu costruito un piccolo porto fluviale. Una cinquantina di prigionieri sovietici vennero impiegati per la realizzazione del canale durante la Seconda guerra mondiale, quando fuori città venne allestito un campo di prigionia. Le truppe statunitensi entrarono a Lübz il 2 maggio 1945, quelle sovietiche il giorno successivo. L'edificio dell'ex Kreissparkasse (ex municipio, oggi supermercato) era la sede del comando locale dell'Armata Rossa. Pochi mesi dopo vennero varate le riforme agrarie che espropriarono tutte le proprietà agricole e raggrupparono i contadini in fattorie collettive.
La città fu restaurata dopo la riunificazione tedesca.

## Luoghi di interesse

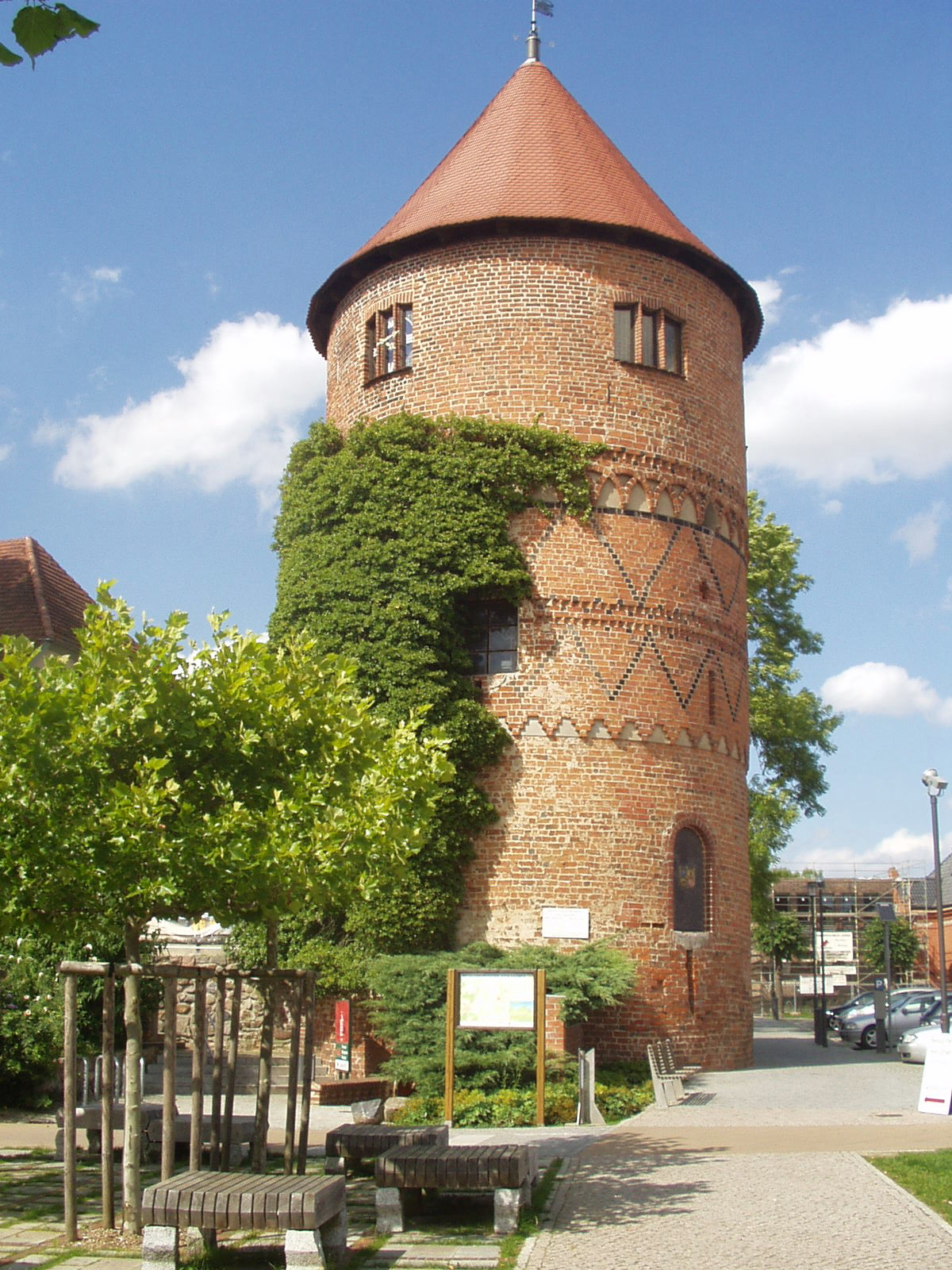
L'Amtsturm

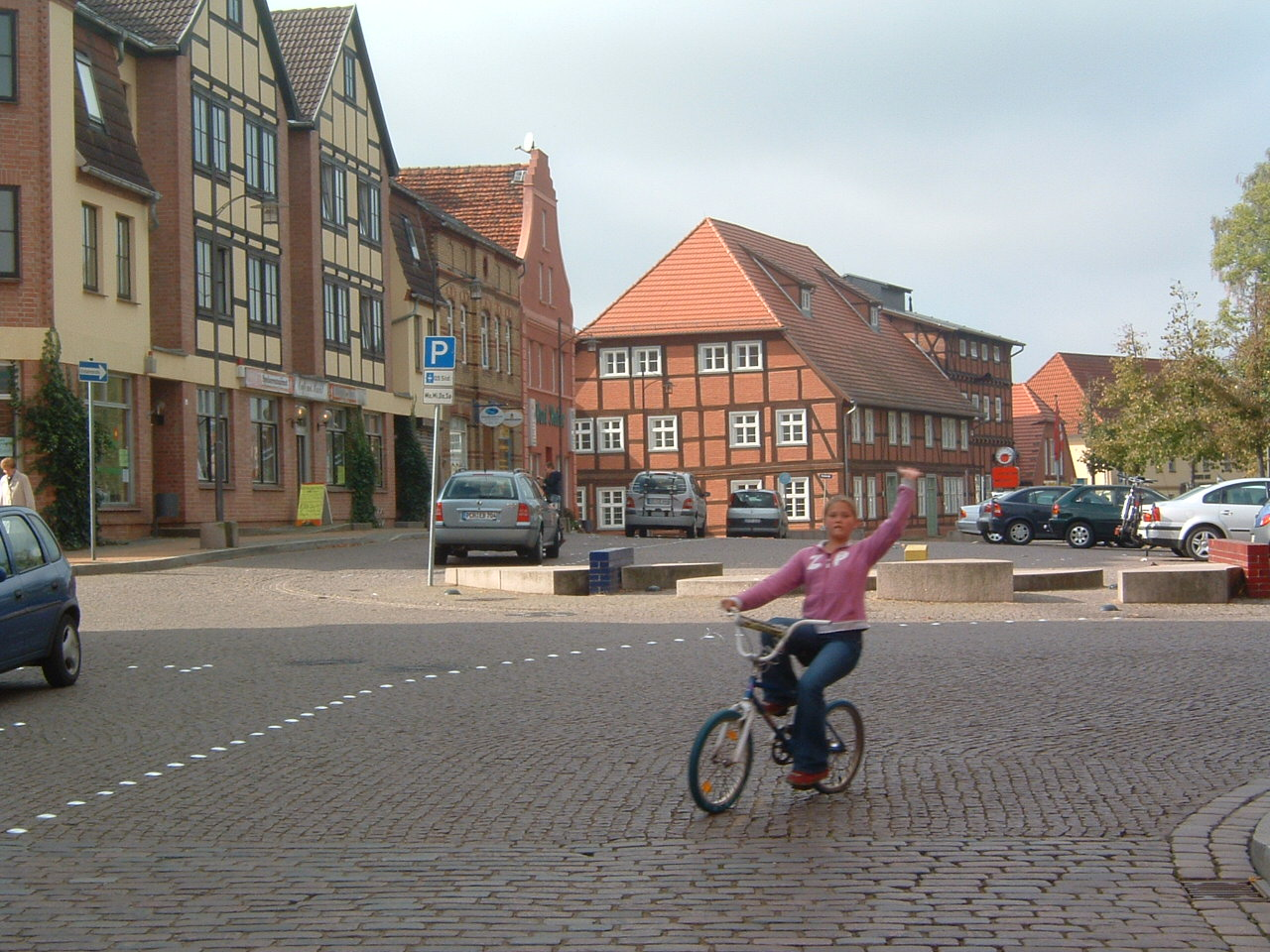
La Piazza del Mercato

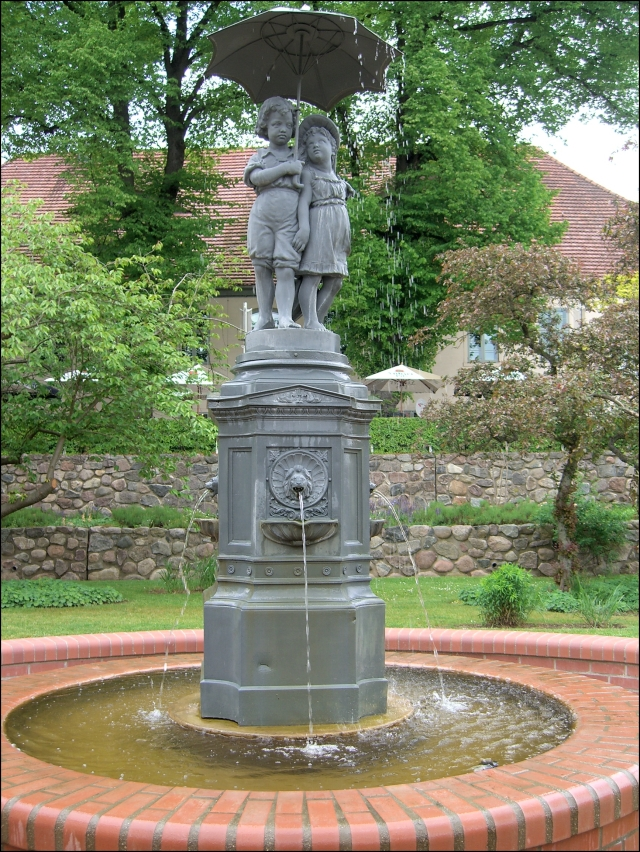
La fontana Schmirkinder

- Il centro storico con la Piazza del Mercato, la casa del balivo, il ponte sull'Elde ed il "mercato delle capre" (Ziegenmarkt)
- La chiesa della città di Lübz (Stadtkirche Lübz) con un interno rinascimentale e la tomba della duchessa Sofia
- La chiesa dell'antico priorato (Stiftskirche)
- La Torre del Baliato (1308)
- Lo storico mulino ad acqua ed il ponte del mulino sull'Elde
- Il mulino in legno (1759), con gli edifici circostanti del XIX secolo
- Le numerose case a graticcio
- La Torre dell'acqua (1912-1913), alta 37 metri
- Il planetario
- I memoriali della guerra del 1870, con i medaglioni dell'imperatore Guglielmo I e del granduca Federico Francesco II, opere dello scultore Ludwig Brunow
- Il memoriale della Grande Guerra (1924)
- La fontana Schmirkinder (cioè "Bambini sotto l'ombrello") nel roseto, opera dello scultore Christian Genschow
- Il cimitero ebraico

## Economia
Lübz è conosciuta principalmente per la Mecklenburgische Brauerei Lübz GmBH, che produce la birra Lübzer Pils, distribuita nel territorio nazionale ed esportata.

## Infrastrutture e trasporti
La città è attraversata dalla Strada federale 191, dalla ferrovia Parchim-Neubrandenburg e dal canale Müritz-Elde. Le autolinee garantiscono collegamenti giornalieri urbani ed extraurbani.

## Amministrazione

### Gemellaggi
- Halstenbek ( Germania)
- Hartkirchen ( Austria)
- Oyama ( Giappone)

Lübz ha stretto inoltre un patto di amicizia con:
- Valga ( Estonia)